# Сократ Схоластик
Сокра́т Схола́стик (греч. Σωκράτης ὁ Ἱστορικός или Σχολαστικός, лат. Socrates Scholasticus) (ок. 380, Константинополь — после 439) — византийский христианский историк греческого происхождения, автор «Ἐκκλησιαστικὴ Ἱστορία» — «Церковной Истории» в 7 книгах.

## Биография
Уже в античные времена не существовало никаких сведений о его биографии кроме фактов, упомянутых им самим в «Церковной Истории», произведении, созданного по образцу одноимённого труда Евсевия Кесарийского, где активно очерчивается роль императора в церковных делах, и светским проблемам уделяется такое же внимание, как и религиозным.
Учителями Сократа, судя по его упоминаниям, были грамматики по имени Элладий и Аммоний, прибывшие в Константинополь из Александрии, где они были языческими жрецами. Восстание, сопровождавшееся разгромом храмов, принудило их к изгнанию. Этот разгром, во время которого, в частности, был разрушен храм Серапеум, относится примерно к 391 году. По-видимому, он принадлежал к состоятельному сословию, поскольку имел возможность получить прекрасное образование. Он изучал грамматику, риторику, библейскую экзегезу, отлично знал латинских авторов.
Учился ли в дальнейшем Сократ у софиста Троила, до конца не доказано. В последующие годы он путешествовал, посетив, помимо всего прочего, Пафлагонию и Кипр.
Так же нет информации о профессии Сократа. Предполагают, что он не был священником, что мотивируется его либеральным богословием; не мог быть и чиновником, поскольку в его сочинении нет характерного для таких авторов панегирических описаний императорских деяний — хотя при этом к существующему порядку вещей он испытывает явную симпатию. Судя по тексту предполагают, что он был юристом, вдобавок, титул «Схоластик» дает многим повод видеть в нём «адвоката» (но патриарх Фотий демонстративно опускает это прозвище).
Образование, полученное у языческих грамматиков, было причиной уважения Сократа к греческой языческой науке; он охотно изучал — хотя и критиковал, защищая христианство, — сочинения Юлиана и Ливания; из более древних писателей, он, как это показано Бауром и Гарнаком, уважал особенно Фукидида, которому старался подражать в складе речи и в композиции. Христианских авторов он начал изучать лишь в то время, когда уже приступил к написанию своей церковной истории.
Он читал и знал Евсевия, Филосторгия, Руфина, Савина, Афанасия Великого, «Акты» Архелая, «Якорь» св. Епифания, сочинения Георгия Лаодикийского, рассказы о монашестве Евагрия и Палладия, сочинения еретика Нестория. Оригена он знал недостаточно, не столько по его сочинениям, сколько по апологии, писанной его другом Памфилом. Сочинения отцов церкви — каппадокийцев (Василия Великого, двух Григориев — Богослова и Нисского) он читал мало, что отзывается на его истории весьма невыгодно. Из древней, дооригеновской христианской литературы Сократ знает лишь имена Климента Александрийского, Иринея Лионского, Аполлинария Иерапольского.
Сократ был самоучка в богословии и не имел твердых и устойчивых понятий об истинном учении церкви. Ему нравились остроумные и глубокомысленные рассуждения ученых еретиков, например Филосторгия и особенно Савина, епископа ираклийского. При всей своей осторожности, он много пользуется их сведениями и суждениями (оба их сочинения дошли до нас в целом виде).

## «Церковная История»
Произведение Сократа Схоластика охватывает 305—439 годы, и ученые предполагают, что она была закончена именно в 439 году или вскоре после этого и, безусловно, ещё при жизни Феодосия II, то есть до 450 года. Задачей автора было написать продолжение «Церковной Истории» Евсевия, и он начинает с года, на котором остановил своё повествование его предшественник.
Книга написана на простом греческом языке, употреблявшемся в церкви со времен Константина до периода жизни Сократа. На первый план в труде выходят церковные разногласия, поскольку «когда Церковь в мире, церковному историку описывать нечего». Во вступлении к 5-й Книге автор также защищает взаимодействие с арианами и политиками. Дословно цитирует некоторые постановления синодов и приводит списки чиновников от церкви и епископов. Современную ему историю он воспроизводит по собственным воспоминаниям.
Точка зрения Сократа Схоластика по многим пунктам выдержана и уравновешенна. Его принадлежность к малочисленному обществу новациан, вероятней всего, помогала ему сохранять относительно отстранённую точку зрения при взгляде на процессы в Великой Церкви. Он критически относится к Иоанну Златоусту. Он старается не использовать гиперболические эпитеты в отношении видных лиц церкви и государства.
Схоластик утверждает, что импульсом написать эту книгу он обязан некому Теодорусу, который во 2-й Книге упоминается как «святой Божий человек», и поэтому предполагают, что он был монахом или представителем высшего клира.

### Судьба книги
В VI веке книга Сократа Схоластика была объединена в компиляцию с сочинениями его современников Созомена и Феодорита Кирского, что мешало отличить их друг от друга. Ситуация изменилась совсем недавно, когда их индивидуалистичные характеристики христианских императоров были изучены и сравнены, что позволило Хармуту Лепину сделать вывод об личности сочинителей.
Уже в 696 году труд был переведен на армянский язык. Сохранилась в двух редакциях— пространной и краткой. Ранние списки восходят к XII веку.
Первое издание «Церковной Истории» на греческом языке было осуществлено в XVI веке Робертом Эстиенном в Париже, 1544 год, на базе «Codex Regius» 1443 года. На латынь её перевел Иоанн Христофорсон в 1612 году. Фундаментальным ранним изданием, тем не менее, стал труд Генрикуса Валесиуса (Анри Валуа), вышедший в Париже в 1668 году. При составлении текста он сопоставлял несколько дошедших манускриптов: «Codex Regius», «Codex Vaticanus», «Codex Florentinus», а также пересказ Схоластика Теодорусом Лектором («Codex Leonis Alladi»).
Русский перевод «Церковной истории», был выполнен в середине XIX века в Санкт-Петербургской духовной академии, судя по всему, с греческого издания в Патрологии Жака Миня (Socratis Scholastici Historia ecclesiastica//PG, t. 67, Paris, 1859, col. 30-842). В конце XX века осуществлено переиздание, где сомнительные места были сверены с греческим оригиналом.